# ذبیح‌الله خبیری
ذبیح‌الله خبیری از تهرانبازیکن سابق فوتبال ایران بود.
وی عضو اولین تیم ملی فوتبال ایران در سال ۱۹۴۱ در مقابل تیم ملی فوتبال افغانستان بوده‌است.
وی پس از مصطفی مکری، به مدت ۱۵ ماه از مرداد ۱۳۳۹ تا آبان ۱۳۴۰ رئیس فدراسیون فوتبال بود.